# 우회
우회(Detour)는 미국에서 제작된 에드가 G. 울머 감독의 1945년 범죄, 드라마 영화이다. 톰 닐 등이 주연으로 출연하였고 리온 프롬키스 등이 제작에 참여하였다.
1939년 소설 Detour를 각색한 작품으로, 프로듀서스 릴리싱 코퍼레이션을 통해 개봉되었다.

## 출연

### 주연
- 톰 닐
- 앤 새비지

### 조연
- 팀 라이언
- 에스더 하워드
- 팻 글리슨

## 제작진
- 협력프로듀서: 마틴 무니